# Armes légères et de petit calibre
Pour les articles homonymes, voir ALPC.

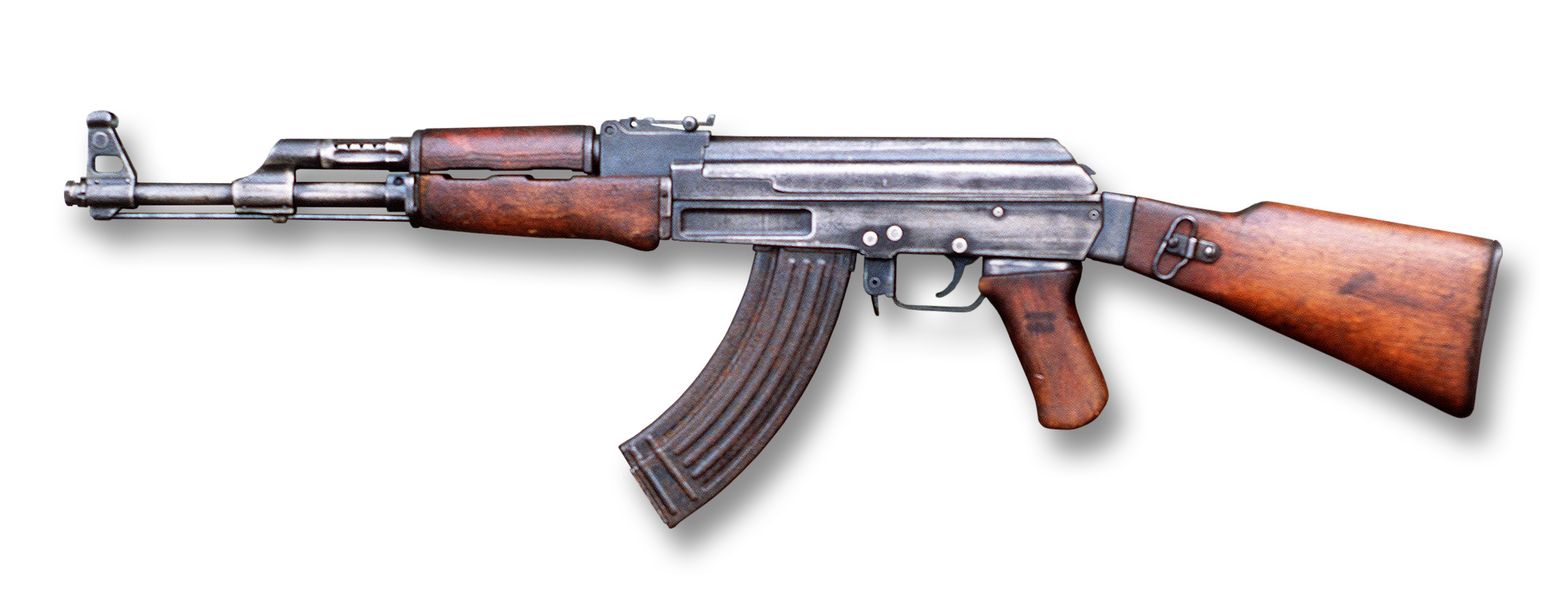
AK-47 type II

La locution « armes légères et de petit calibre », abrégée en ALPC, désigne collectivement, dans l'industrie de l'armement, les armes légères et les armes de petit calibre.
L'équivalent anglais, souvent utilisé dans la littérature spécialisée, est « small arms and light weapons » ou « SALW ».

## Répartition à l'échelle mondiale et impact sur la société
Selon le GRIP, 875 millions d'armes légères et de petit calibre se trouvent disséminées dans le monde.
Les chiffres avancés par l'OTAN sont moins importants — de l'ordre de 200 millions d'ALPC — mais expriment également leur impact néfaste sur la société : 75 millions d'armes militaires excédentaires, 650 000 armes « égarées » annuellement, et un fort nombre de victimes des armes à feu.

## Actions internationales pour limiter la prolifération des ALPC
Parmi les initiatives internationales visant à limiter la dissémination des armes légères et de petit calibre, on citera :
- la résolution 1467 du Conseil de sécurité des Nations unies de 2003 relative à la « prolifération des armes légères et de petit calibre et mercenariat : menaces à la paix et à la sécurité en Afrique de l'Ouest »
- la Communauté économique des États d'Afrique de l'Ouest (Cédéao) déclare le 20 novembre 2009 que la convention sur les armes légères et de petit calibre, adoptée en 2006 par les chefs d'État des quinze nations membres de l'organisation, est entrée en vigueur avec sa ratification par le Bénin. Ce texte « prévoit l'interdiction du transfert d'armes par les États membres avec des possibilités d'exemption en cas de légitime défense et de besoins sécuritaires, de maintien de l'ordre et de la participation à des opérations de soutien à la paix ». Outre le Bénin, les pays l'ayant alors ratifiée sont le Burkina Faso, le Liberia, le Mali, le Niger, le Nigeria, Sénégal, la Sierra Leone et le Togo[3].
- la Convention de Kinshasa, ou « Convention de l'Afrique centrale pour le contrôle des armes légères et de petit calibre, de leurs munitions et de toutes pièces et composantes pouvant servir à leur fabrication, réparation et assemblage », signée en novembre 2010 par onze États d'Afrique centrale
- le Traité sur le commerce des armes de l'ONU, ouvert à la signature en avril 2013, a d'abord eu une position ambiguë au sujet des ALPC, mais les a finalement intégrées parmi les huit catégories d'armes couvertes par le traité

On notera toutefois que cette catégorie était jusque récemment exclue des mesures internationales, comme la résolution 1874 du Conseil de sécurité des Nations unies qui renforçait en 2009 l'embargo sur les armes à l'encontre de la Corée du Nord.